# Teatre d'avantguarda

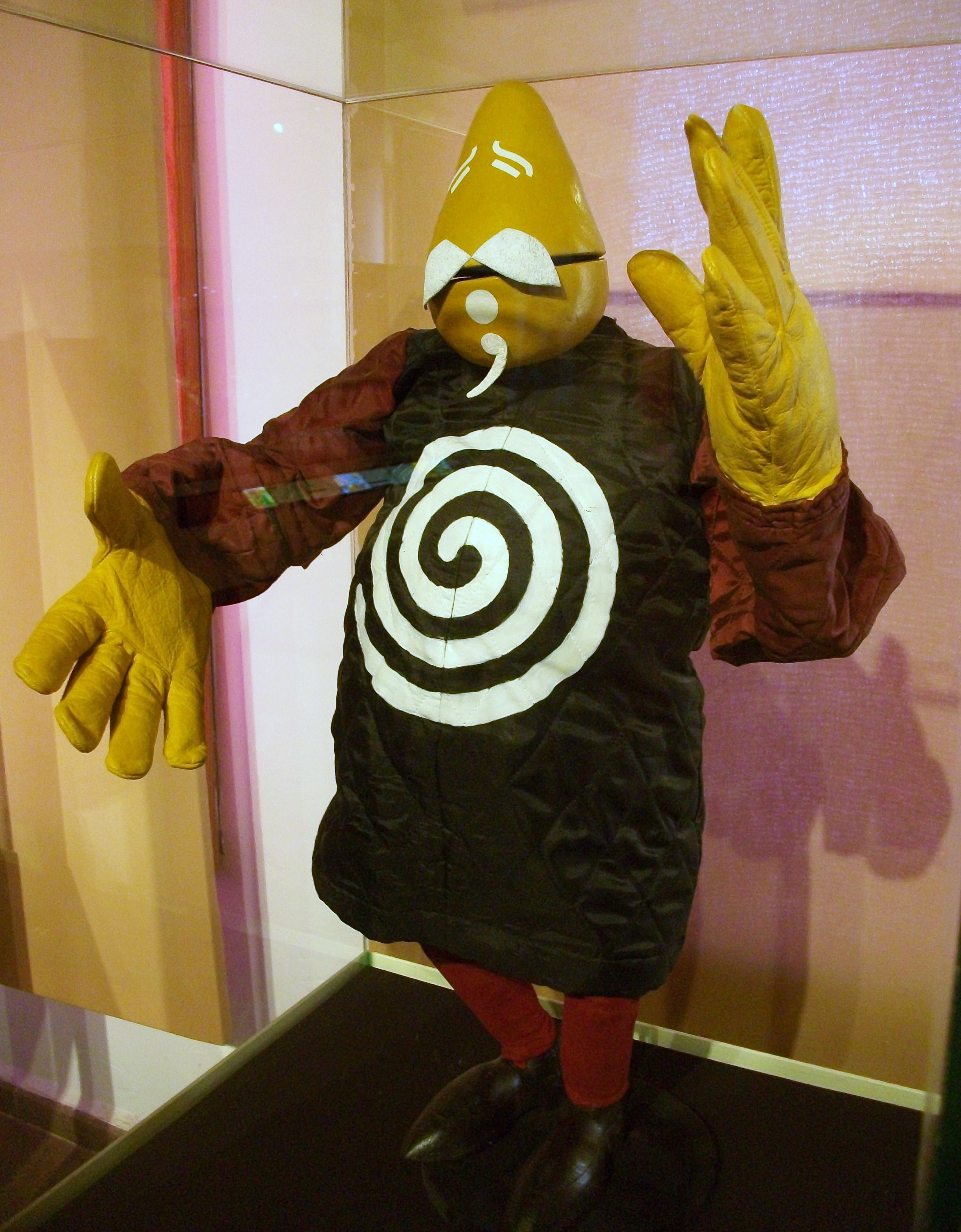
Titella de Pare Ubú al Museu Internacional de Titelles d'Albaida

El teatre d'avantguarda són aquelles produccions teatrals que es van realitzar durant el període conegut com a avantguarda, al primer terç del segle xx. Les avantguardes històriques inclouen diferents estils com l'expressionisme, el futurisme, el dadaisme, el surrealisme o el constructivisme rus.
Un tret innovador és que fins aquest moment, en literatura, s'havia utilitzat el narrador omniscient, que ho sap tot, però ara es pren consciència de la individualitat dels personatges i apareix el jo de cadascun d'ells, únic i subjectiu, com a mostra que no hi ha una veritat absoluta.
Un fet cabdal és l'estrena d'Ubú rei, d'Alfred Jarry, el 1896. L'obra no segueix els paràmetres estilístics del segle xix, però és una peça carregada de creativitat. Presenta fórmules absolutament innovadores d'utilització de la llengua, deformant-la i destruint qualsevol intent de seriositat. Ubú serà una figura reivindicada per futuristes, surrealistes i dadaistes.

## Context polític i social

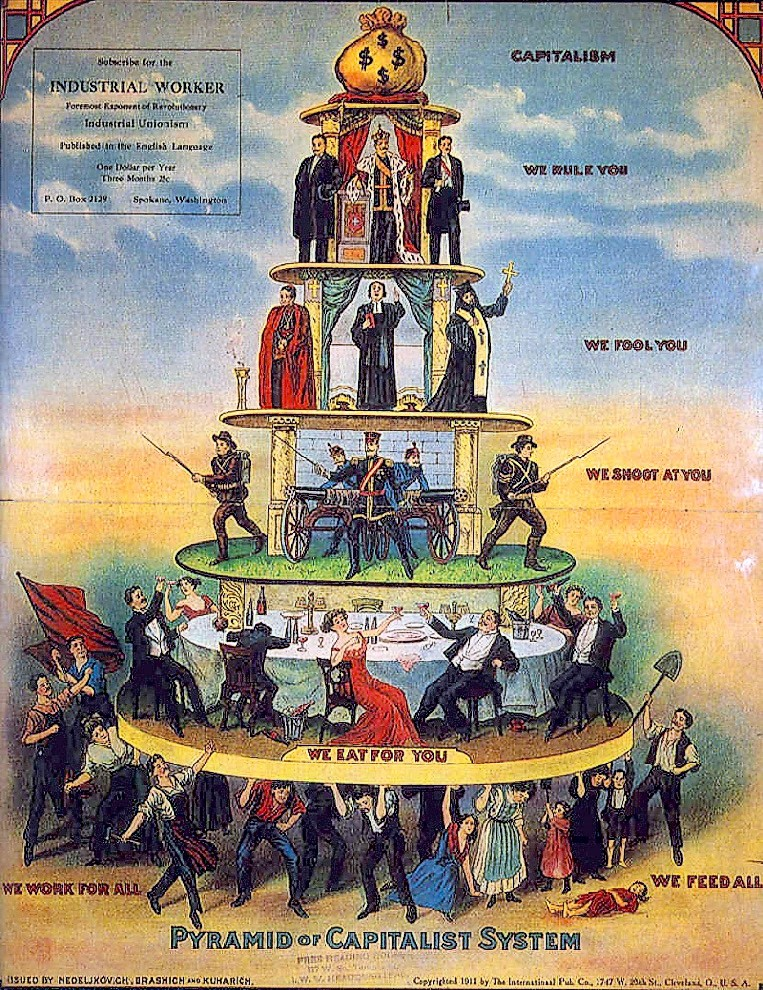
El proletariat pren consciència de classe i lluita pels seus drets. Infografia sobre el capitalisme, 1918

A l'inici del segle xx, una etapa en què es capgirarà la manera d'entendre el món, apareixen noves idees i actituds, absolutament impensables en l'horitzó mental de la societat del segle anterior. Durant el segle xix prevalien certes regles religioses, polítiques, socials o científiques que es comencen a relativitzar gràcies a intel·lectuals com Nietzsche, Baudelaire, Rimbaud, Dostoievski, Einstein o Freud. Les seves obres i els seus descobriments ajudaran a establir moltes de les bases de l'esperit del segle xx.
Aquesta nova manera de pensar vindrà marcada social i políticament per la catàstrofe política i humana que representa la Segona Guerra Mundial. Nous sistemes polítics (capitalisme, comunisme, dictadura, democràcia, anarquia...) lluiten per substituir els antics sistemes feudals monàrquics. Socialment també pel desenvolupament de la indústria i la tecnologia: automòbils, cinema i especialment la màquina de vapor que dona lloc a l'aparició del proletariat com a nova classe social.
El tombant de segle és un període en què les persones s'atreveixen a explorar la pròpia existència i a construir-se el seu propi estil de vida i el seu esquema de creences, al marge del que dicta la norma.

## A Catalunya
Entre els anys 1916 i 1924, Catalunya rep la influència del dadaisme, el futurisme i el cubisme. En aquest context, Salvat-Papasseit publica tota la seva obra i Josep Vicenç Foix, Joaquim Folguera i Josep Maria Junoy escriuen els seus primers textos. El 1923 apareix el Grup de Sabadell, format per Joan Oliver, Francesc Trabal i Josep Carner, entre d'altres.
L'any 1926, amb la revista L'Amic de les Arts, s'introdueix el surrealisme francès al nostre país i uns anys més tard, Salvador Dalí, Sebastià Gasch i Lluís Montanyà publiquen el seu Manifest groc, o Manifest Antiartístic Català. En aquest moment apareixen també alguns autors al marge dels moviments d'avantguarda, com Salvador Espriu o Llorenç Villalonga.
El 1927, el pintor Salvador Dalí s'inicia de la mà d'Adrià Gual i Margarida Xirgu en la creació de decorats, tasca que desenvoluparà, de forma puntual i en paral·lel a la seva producció pictòrica, fins a l'any 1961, amb una desena de muntatges diferents estrenats a Nova York, Detroit, Roma, Madrid, Londres i Venècia.
Escenògrafs vinculats amb l'avantguarda són Ramon Batlle Gordó i Àngel Fernández Castanyer, fortament influïts per l'expressionisme. Anys més tard, durant la dècada dels quaranta i cinquanta, Artur Carbonell i Rafael Richard també beuran d'aquest corrent.